# Regiuni din Madagascar
Madagascar este împărțită în 23 regiuni ("faritra"). Aceste foste diviziuni administrative de nivelul doi au devenit diviziuni administrative de prim nivel atunci când primele șase provincii au fost dizolvate la 4 octombrie 2009.
| Numărul de pe hartă | Numele regiunii   | Suprafață. (km2) | Populație (Recensământul din 2018 ) | Densitatea populației pe km2 | Capitala             | Fosta provincie |
| ------------------- | ----------------- | ---------------- | ----------------------------------- | ---------------------------- | -------------------- | --------------- |
| 1                   | Diana             | 19,266           | 889,736                             | 36.3                         | Antsiranana          | Antsiranana     |
| 2                   | Sava              | 25,518           | 1,123,013                           | 38.4                         | Sambava              | Antsiranana     |
| 3                   | Itasy             | 6,993            | 897,962                             | 104.8                        | Miarinarivo          | Antananarivo    |
| 4                   | Analamanga        | 16,911           | 3,618,128                           | 198.0                        | Antananarivo         | Antananarivo    |
| 5                   | Vakinankaratra    | 16,599           | 2,074,358                           | 108.6                        | Antsirabe            | Antananarivo    |
| 6                   | Bongolava         | 16,688           | 674,474                             | 27.4                         | Tsiroanomandidy      | Antananarivo    |
| 7                   | Sofia             | 50,100           | 1,500,227                           | 24.9                         | Antsohihy            | Mahajanga       |
| 8                   | Boeny             | 31,046           | 931,171                             | 25.8                         | Mahajanga            | Mahajanga       |
| 9                   | Betsiboka         | 30,025           | 394,561                             | 9.8                          | Maevatanana          | Mahajanga       |
| 10                  | Melaky            | 38,852           | 309,805                             | 7.5                          | Maintirano           | Mahajanga       |
| 11                  | Alaotra-Mangoro   | 31,948           | 1,255,514                           | 32.1                         | Ambatondrazaka       | Toamasina       |
| 12                  | Atsinanana        | 21,934           | 1,484,403                           | 57.9                         | Toamasina            | Toamasina       |
| 13                  | Analanjirofo      | 21,930           | 1,152,345                           | 47.2                         | Fenoarivo Atsinanana | Toamasina       |
| 14                  | Amoron'i Mania    | 16,141           | 833,919                             | 44.3                         | Ambositra            | Fianarantsoa    |
| 15                  | Matsiatra Ambony  | 21,080           | 1,447,296                           | 56.9                         | Fianarantsoa         | Fianarantsoa    |
| 16a                 | Fitovinany        | 19,605           | 1,435,882                           | 72.2                         | Manakara             | Fianarantsoa    |
| 16b                 | Vatovavy          |                  | 705,675                             | 72.2                         | Mananjary            | Fianarantsoa    |
| 17                  | Atsimo-Atsinanana | 18,863           | 1,026,674                           | 47.6                         | Farafangana          | Fianarantsoa    |
| 18                  | Ihorombe          | 26,391           | 418,520                             | 11.8                         | Ihosy                | Fianarantsoa    |
| 19                  | Menabe            | 46,121           | 700,577                             | 12.8                         | Morondava            | Toliara         |
| 20                  | Atsimo-Andrefana  | 66,236           | 1,799,088                           | 19.9                         | Toliara              | Toliara         |
| 21                  | Androy            | 19,317           | 903,376                             | 38.0                         | Ambovombe-Androy     | Toliara         |
| 22                  | Anosy             | 25,731           | 809,313                             | 26.1                         | Tôlanaro             | Toliara         |

## Alegeri
Alegerile pentru consiliile regionale au avut loc la 16 martie 2008.